# 헤라클레이토스
헤라클레이토스(Heraclitus of Ephesus, Ήράκλειτος, 기원전 535년 ~ 기원전 475년)는 고대 그리스의 이른바 소크라테스 이전 철학자이다.

## 생애
헤라클레이토스의 출생 연대는 매우 불확실하다. 기원후 3세기에 쓰여진 디오게네스 라에르티오스의 철학자 전기에 따르면 헤라클레이토스는 기원전 504년 경에 이른바 아크메(Akme, 사람이 가장 많이 활동하는 나이, 40대)에 접어 들었다고 하며, 에페소스의 귀족 가문에서 태어났다고 한다. 이 밖에 헤라클레이토스의 생애에 관해 오늘날 전해지는 일화들은 믿을 만한 것이 못된다.
헤라클레이토스는 이해하기가 어려운 글을 자주 씀으로써 이미 고대에 '어두운 철학자'(Skoteinos)로 이름이 난 것으로 알려져 있다. 그의 작품은 플라톤의 작품에서 나타난다.

## 중심 사상
"같은 강물에 두 번 들어갈 수 없다"는 말로 유명하다. 그 어떤 것도 안정되거나 머물러있지 않다고 생각했다. "생성, 변화"를 중요시한 철학자라고 볼 수 있다.
- 세상을 구성하는 변하지 않는 그 무엇(원질)이 '불'이라고 주장
- 만물은 끊임없이 변한다.
- 경험세계에 대한 형식적 통일에 대해 우려
- 감각을 완전히 무시는 안했지만 그것을 신중히 써야한다.
- 평형은 대립적인 요소가 서로 투쟁하여 균형을 유지

그는 "이 세계는 신이 만든 것도 아니며 어떠한 인간이 만든 것 또한 아니다. 언제나 살아 있는 불로서 정해진 만큼 연소되고 정해진 만큼 꺼지면서 언제나 있었고 또 있으며 언제까지나 있을 것이다"라면서 세계의 원질을 불에 비유하였다. 또한 "만물은 움직이고 있어서 무릇 모든 것이 머물러 있지 않는다. 사람도 두번 다시 같은 물에 들어갈 수 없을 것이다."라고 주장하면서 만물이 유전(流轉)한다고 주장하였다. 그는 "선(善)도 악(惡)도 하나인 것이다. 위로 향하는 길이나 아래로 가는 길도 다 같이 하나인 것이다. 우리 가운데에 있는 생(生)과 사(死), 각성(覺醒)과 수면(睡眠), 젊음과 늙음의 양상도 모두 같은 것이다. 이것이 전화하여 저것이 되고 저것이 전화하여 이것이 되기 때문이다."라고 하면서 생성의 원리로서 "대립" 또는 "다툼"을 제시하였다. 그는 "여기에 말해 둔 것은 항상 그대로 있다. 그러나 인간은 이것을 모르고 지나쳐 버린다. 비로소 그것이 들려와도 들리지 않던 전과 다름이 없다. 만물의 생성이 여기에 말해 둔 대로 행해지고 있는데도 그들은 그런 범례(範例)를 모르는 듯하다. 그러나 말에도 행동에도 그런 범례는 마땅히 있을 것이다."라고 하면서 로고스(logos)의 개념을 제시하여 감관의 지위를 약화시켰다.
헤겔 이후 재조명 받았고 흔히 '존재에서 생성으로'라고 일컬어지는 현대철학의 전회에 따라 영향권이 확장되고 있다. 니체, 베르그송, 들뢰즈 등 현대의 거장들에 미친 그의 영향력은 현저하다. 또한 운동/생성에 대한 고찰이 유사한, 노장철학과 중국철학과의 연관성으로 동양철학에서도 새롭게 주목받고 있다.